# Johan Gustaf Sylvest
Johan Gustaf Sylvest (Sylvester), född 1766, död 15 november 1818 i Stockholm, var en svensk skulptör och gravör.
Han var son till kofferdikaptenen Sylvest och Sophia Fehrman samt kusin till Carl Gustaf Fehrman. Sylvest var på 1790-talet elev till Daniel Fehrman och Johan Tobias Sergel vid Konstakademien i Stockholm. Han medverkade i akademiutställningarna 1791–1793 med provstycken från modellskolan och tilldelades 3:e medaljen tre gånger. Efter sin utbildning var han även verksam som gravör i Stockholm.  